# Brødeskov
Brødeskov is een plaats in de Deense regio Hovedstaden, gemeente Hillerød. De plaats telt 218 inwoners (2008).